# بورت إليغين (نيو برونزويك)
بورت إليغين (بالإنجليزية: Port Elgin, New Brunswick)‏ هي مستوطنة تقع في كندا في Westmorland County. يقدر عدد سكانها بـ 418 نسمة ومساحتها 18.55 كم2 وترتفع عن سطح البحر 1.52 متر.

## أعلام
- بوب كوب